# Сайкс, Элла
Элла Сайкс (англ. Ella Constance Sykes, 11 ноября 1863, Сток, Девон — 23 марта 1939, Лондон) — британская путешественница и писательница.

## Биография
Сайкс родилась в Стоуке недалеко от Плимута в 1863 году. Её родителями были армейский капеллан преподобный Уильям Сайкс (родился в 1829 году) и его жена Мэри, дочь капитана Энтони Оливера Молсворта из Королевской артиллерии, потомка Роберта Молсворта, 1-го виконта Молсворта. Её отец был почётным капелланом королевы Виктории. Её сестра Этель Сайкс также была писательницей, а их единственный брат Перси Сайкс стал бригадным генералом, дипломатом и писателем. Её отец Уильям был вторым сыном Ричарда Сайкса из дома Эджли, Стокпорт, владельца Отбеливающей компании Сайкса; таким образом, Перси Сайкс был племянником Ричарда Сайкса, игрока в регби-футбол, основавшего города в Америке, и двоюродным братом сэра Алана Сайкса, 1-го баронета, который был депутатом парламента от Натсфорда, Чешир.
Она получила образование в средней школе Плимута, а затем в Королевской школе-интернате для дочерей офицеров армии в Бате. Затем она поступила в недавно открытый Оксфордский женский колледж Леди-Маргарет-Холл в 1881 году и покинула его в 1883 году. Её сестра, имевшая почти такое же образование, окончила его в 1884 году.
У неё было достаточно денег, чтобы ей не нужно было работать. В 1894 году её брату Перси было поручено открыть консульства в Кермане и Белуджистане, и он пригласил её поехать с ним. Два года они путешествовали. Когда она вернулась, она использовала свой опыт, чтобы написать книгу «Через Персию на боковом седле» (англ. Through Persia on a Side-Saddle), которая была опубликована в 1898 году.

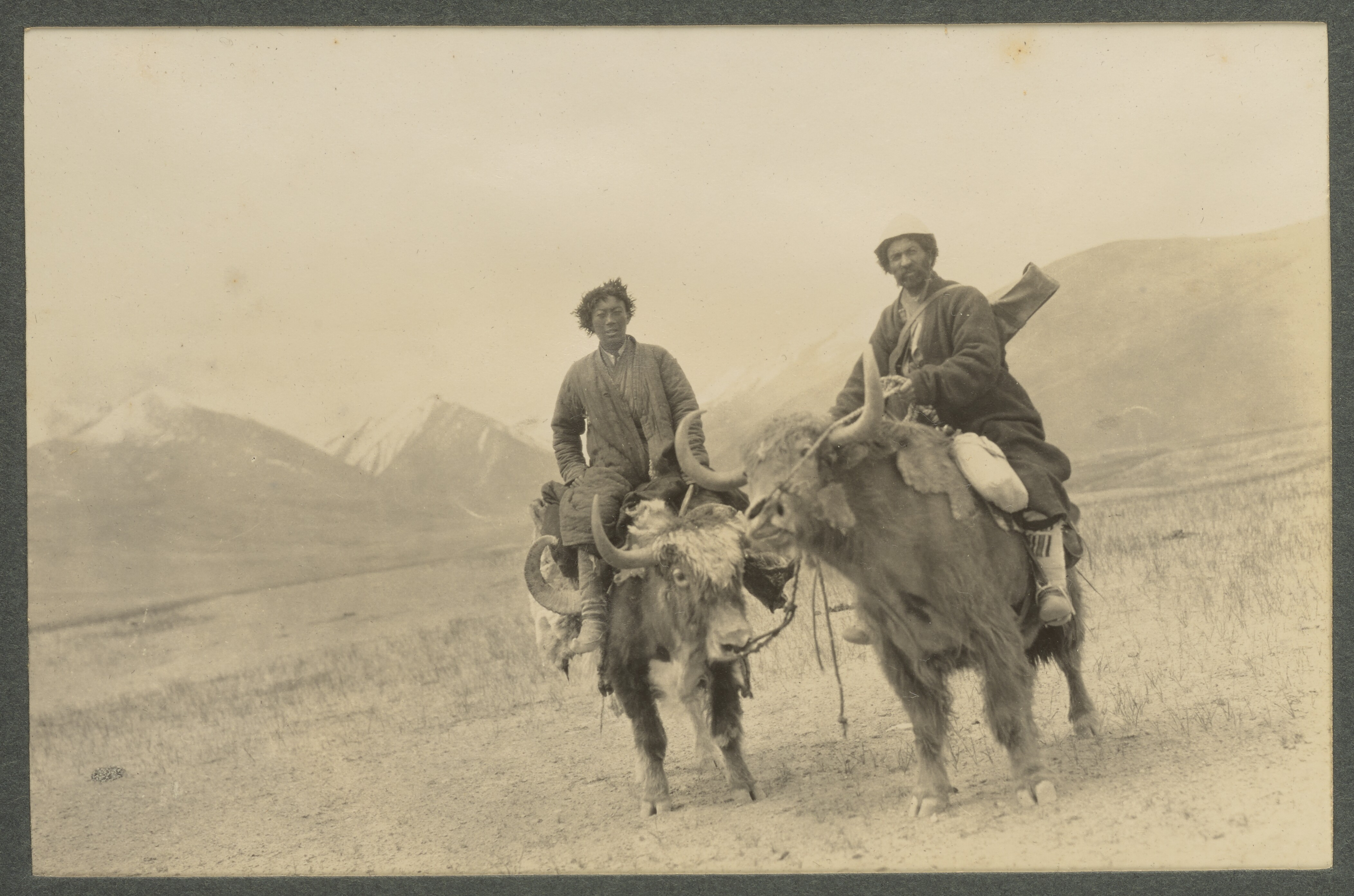
Двое мужчин на яках — иллюстрация из книги Эллы и её брата «По пустыням и оазисам Центральной Азии»

Она также фотографировала во время путешествия, и был опубликован альбом фотографий, но все опубликованные фотографии были сделаны её братом.
В 1915 году она снова отправилась в путь — сопровождать своего брата. Его попросили стать временным консулом вместо сэра Джорджа Макартни в Кашгаре, пока тот и Кэтрин Макартни отправились в отпуск. Им предстояло отправиться в Ташкент, а затем проследовать на пони через перевалы на высоте 12 000 футов (ок. 3657 м) над уровнем моря, чтобы найти Кашгар в Туркестане. Путешествие заняло у них больше месяца. Во время путешествия они не только пытались достичь цели, но и тщательно исследовали некоторые другие места. Элла была первой британкой, прошедшей через перевал Катта-Даван высотой 13 000 футов (ок. 3962 м). Их путь домой также занял месяц, и эти путешествия были зафиксированы на фотографиях. В 1920 году она и её брат Перси опубликовали книгу «По пустыням и оазисам Центральной Азии» (англ. Through Deserts and Oases of Central Asia).
Сайкс умерла в своём доме в Лондоне в 1939 году.